# متروپولیس هلث کیر
شرکت "Metropolis Healthcare" که با نام "Metropolis Labs" نیز شناخته می‌شود، یک شرکت زنجیره ای چندملیتی هندی از آزمایشگاه‌های تشخیصی است که آزمایشگاه مرکزی آن در بمبئی، ماهاراشترا است. Metropolis Healthcare دارای زنجیره ای از ۱۲۴ آزمایشگاه بالینی و ۲۴۰۰ مرکز جمع آوری در ۷ کشور از جمله هند است. شرکت مراقبت های بهداشتی در سال 1980 تاسیس شد. این شرکت در آوریل ۲۰۱۹ عمومی(سهامی عام) شد.

## تاریخچه
متروپلیس توسط دکتر سوشیل کانوبهای شاه در سال ۱۹۸۰ تأسیس شد. شرکت مراقبت های بهداشتی به عنوان یک آزمایشگاه تشخیصی واحد در بمبئی راه اندازی شد. دختر شاه، امیرا شاه، تجارت آسیب شناسی را در سال ۲۰۰۱ بر عهده گرفت. این شرکت با مشارکت با زنجیره های تشخیصی محلی و منطقه ای شروع به کار کرد و بدین ترتیب دامنه فعالیت خود را در سراسر کشور گسترش داد. مراقبت‌های بهداشتی کلانشهر در دهه گذشته به حوزه‌های خدماتی جدیدی مانند تحقیقات بالینی، مدیریت آزمایشگاه بیمارستانی و راهکارهای سلامتی گسترش یافته است. Metropolis Healthcare گسترش بین المللی خود را در سال ۲۰۰۵ آغاز کرد و سریلانکا اولین بازار بود. در سال ۲۰۰۶ به امارات متحده عربی گسترش یافت و به دنبال آن کنیا در سال ۲۰۱۳ و موریس و غنا در سال ۲۰۱۴ قرار گرفتند.